# Lauren Sesselmann
Lauren Sesselmann, född den 14 augusti 1983 i Marshfield, Wisconsin, är en kanadensisk fotbollsspelare som tog OS-brons i damfotbollsturneringen vid de olympiska fotbollsturneringarna 2012 i London. 